# Африканский муравей-портной
Африканский муравей-портной (лат. Oecophylla longinoda) — вид муравьёв-портных, специализированных к обитанию на деревьях.

## Распространение
Афротропика.

## Описание
Строят гнёзда (до 0,5 м в диаметре) на деревьях, соединяя их из листьев, которые они скрепляют паутинными нитями своих личинок. Один из самых заметных и массовых видов социальных насекомых в тропических лесах Африки. Одна колония может занимать несколько деревьев и размещаться в 150 гнёздах (полидомия). Общая численность одной семьи достигает 500 000 рабочих муравьёв. Колонии, как правило, моногинные: содержат одну единственную матку. Муравейники O. longinoda обнаружены на 89 видах деревьев из 35 семейств растений. В Бенине среди культивируемых растений-хозяев муравьёв преобладает манго индийское (Mangifera indica), а среди нативных видов — Sarcocephalus latifolius (Мареновые). Среди трофобионтов чаще отмечены полужесткокрылые насекомые-щитовки: Parasaissetia nigra, Udinia catori, Udinia farquharsoni (Coccidae) и Stictococcus sjostedti (Stictococcidae). Исследователи определили широкий спектр растений-хозяев, которые можно было бы сохранить (или посадить), чтобы способствовать распространению муравьёв-ткачей для борьбы с различными насекомыми-вредителями на фруктовых плантациях в странах Африки к югу от Сахары. При посадке вокруг фруктовых плантаций с их гнёздами и уходом за полужесткокрылыми эти растения-хозяева могут способствовать биологической борьбе O. longinoda с плодовыми мушками вредителями манго (Tephritidae) и клопами (Coreidae, Miridae) вредящими на фруктовых плантациях.

## Систематика
Дивергенция между двумя близкими видами (азиатским Oecophylla smaragdina и африканским O.longinoda) произошла между 13 и 11 млн лет в миоцене.

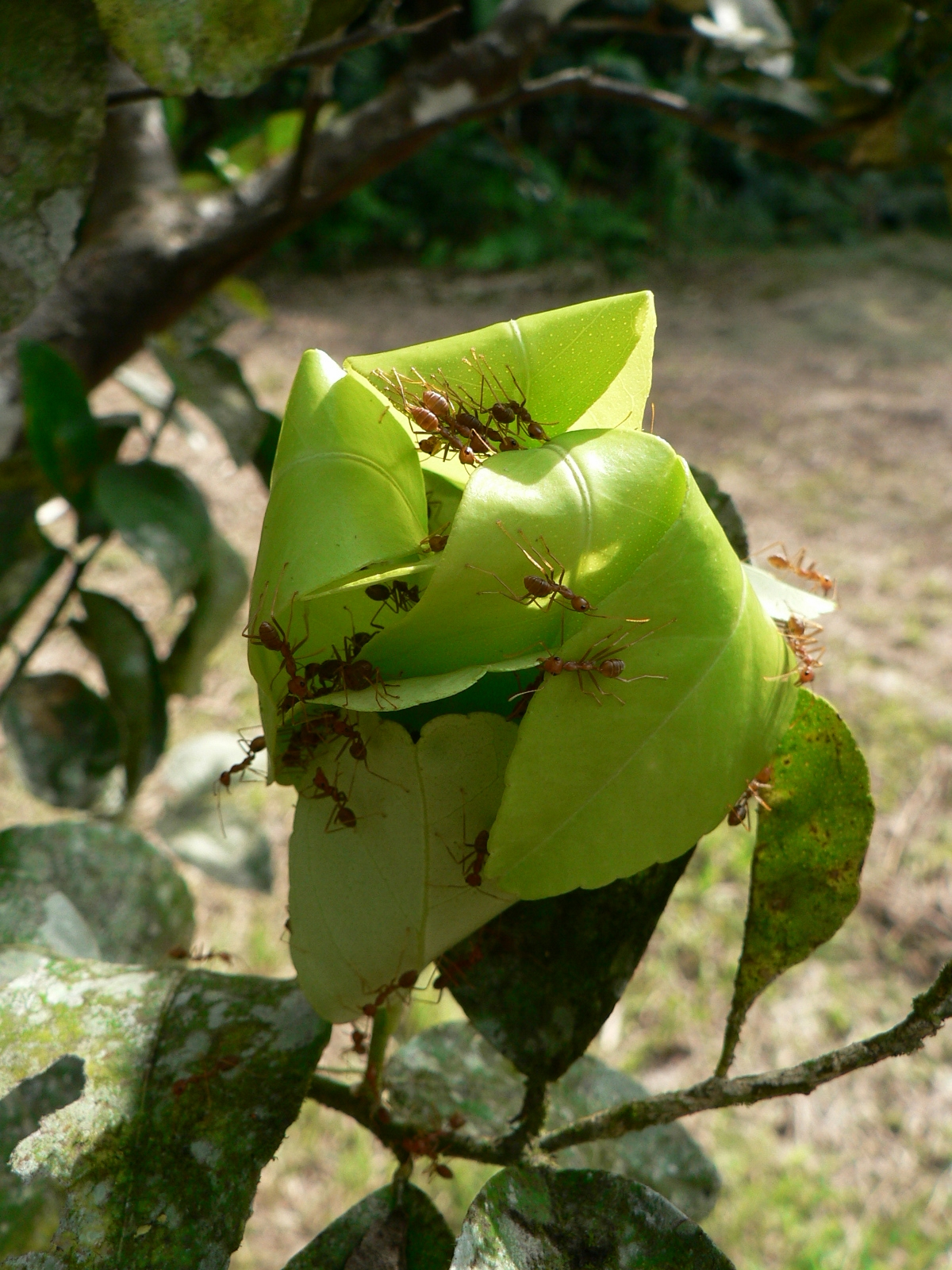
Гнездо
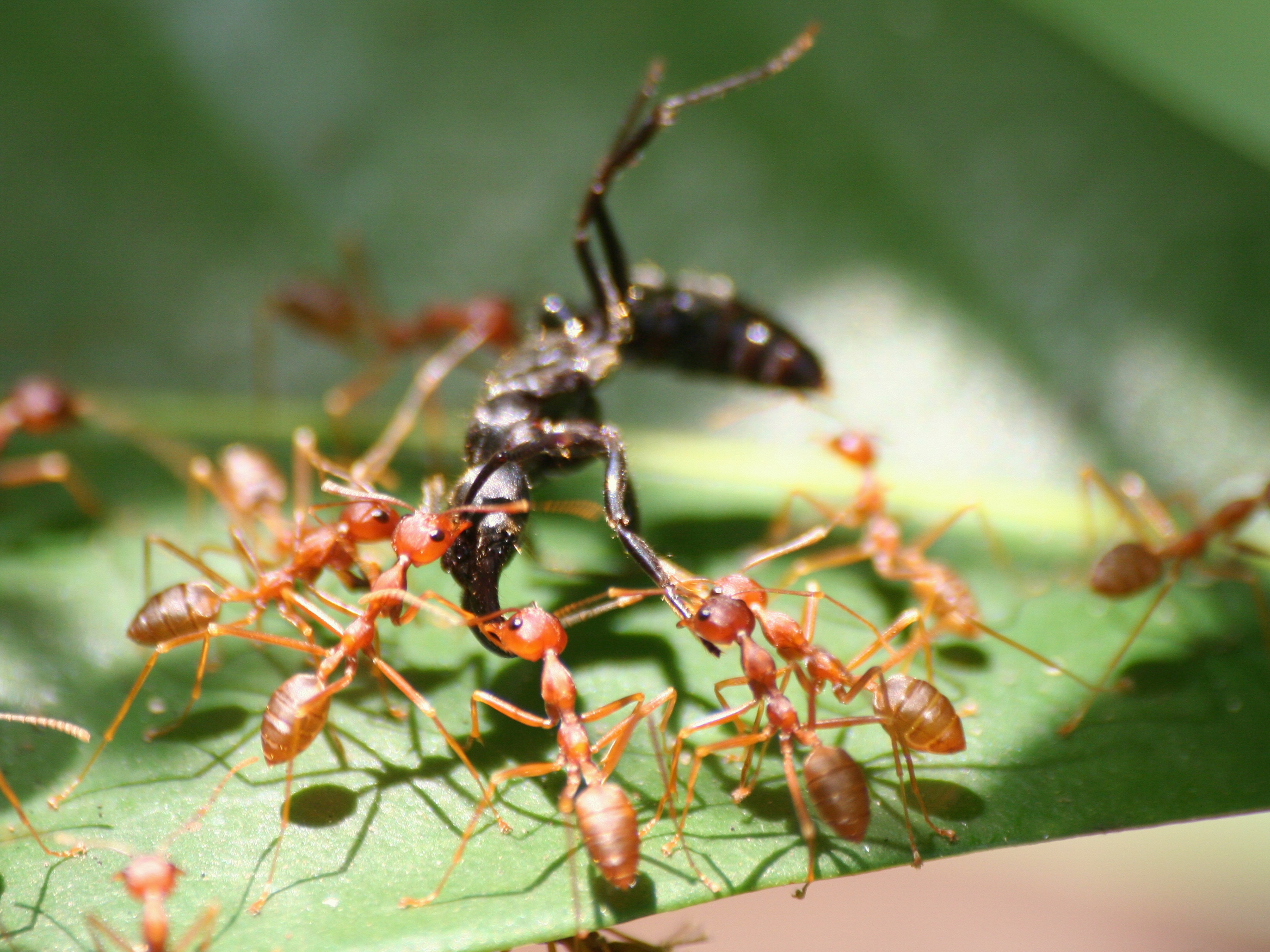
Охота

Подвиды
- O. longinoda annectens Wheeler, W. M., 1922
- O. longinoda claridens Santschi, 1928[6]
- O. longinoda fusca  Emery, 1899
- O. longinoda rubriceps  Wheeler, W. M., 1922
- O. longinoda rufescens  Santschi, 1928
- O. longinoda taeniata  Santschi, 1928
- O. longinoda textor  Wheeler, W. M., 1922[7]

- Гнездо
- Охота